# Wasilij Biełow
Wasilij Iwanowicz Biełow (ros. Васи́лий Ива́нович Бело́в, ur. 23 października 1932 we wsi Timonicha w obwodzie wołogodzkim), zm. 4 grudnia 2012 w Wołogdzie) – radziecki i rosyjski pisarz.

## Życiorys
Pracował jako stolarz, kierowca i elektromonter, po odbyciu służby wojskowej pracował w fabryce w Mołotowie (obecnie Perm), od 1956 pracował w rejonowej gazecie „Kommunar”. Od 1958 sekretarz rejonowego komitetu Komsomołu, w latach 1959-1964 studiował w Instytucie Literackim im. Gorkiego, 1963 przyjęty do Związku Pisarzy ZSRR. Wydał ponad 130 książek, w tym 48 za granicą.
Był przedstawicielem nurtu tzw. prozy wiejskiej i autorem opowieści psychologiczno-obyczajowych „Ludzka rzecz” (1966, wyd. pol. 1971), „Wychowanie metodą doktora Spocka” (1974, wyd. pol. 1984) i powieści „Przeddzień: kronika lat dwudziestych” (t. 1-3 1972-1987, wyd. pol. 1980) oraz dramatów i publicystyki.

## Odznaczenia i nagrody
- Order „Za zasługi dla Ojczyzny” IV klasy
- Order Honoru
- Order Lenina (1984)
- Order Czerwonego Sztandaru Pracy (1983)
- Order Sergiusza Radoneżskiego III klasy (2003)
- Nagroda Państwowa ZSRR (1981)
- Nagroda Państwowa Rosji
- Nagroda Literacka Jasna Polana